# Estados Federados de Micronesia en los Juegos Olímpicos de Atenas 2004
Los Estados Federados de Micronesia estuvieron representados en los Juegos Olímpicos de Atenas 2004 por cinco deportistas, tres hombres y dos mujeres, que compitieron en tres deportes.
El portador de la bandera en la ceremonia de apertura fue el halterófilo Manuel Minginfel. El equipo olímpico micronesio no obtuvo ninguna medalla en estos Juegos.